# Fran Vélez
Francisco ‚Fran‘ Manuel Vélez Jiménez (* 23. Juni 1991 in Tarragona), kurz Fran Vélez, ist ein spanischer Fußballspieler.

## Karriere
Fran Vélez begann seine Fußballkarriere im Alter von 16 Jahren bei Club Esportiu La Floresta. 2009 wechselte er zu Gimnàstic de Tarragona, wo er zuerst in der Nachwuchsmannschaft zum Einsatz kam. Am 10. April 2010 debütierte Vélez bei der Herrenmannschaft Tarragonas, als er beim 1:1 gegen Albacete Balompié von Beginn der Auswärtspartie zum Einsatz kam. Nach einer Saison bei UD Logroñés, wo Vélez auf 28 Ligaspiele kam, wechselte er 2013 zu UD Almería. Dort kam er in seiner ersten Saison zunächst nur bei der zweiten Mannschaft in der dritten spanischen Liga zum Einsatz. Am 14. Januar 2014 absolvierte Vélez sein erstes Pflichtspiel für die erste Mannschaft Almerías. Nachdem er im weiteren Saisonverlauf auf drei weitere Spieleinsätze gekommen war, rückte er schließlich im Sommer des gleichen Jahres in den Kader der ersten Mannschaft auf. In Folge etablierte sich Vélez bei Almeria und kam bis zum Ende der Saison 2016/2017 auf insgesamt 75 Meisterschaftsspiele, wovon er 21 in der höchsten spanischen Spielklasse absolvierte.
2017 wechselte Vélez ins Ausland. Nach einer Saison bei Wisła Krakau wechselte er 2018 zu Aris Thessaloniki nach Griechenland, wo er ab Oktober 2019 unter Michael Oenning zum Einsatz kam. Zwischen 2020 und 2022 stand er bei Panathinaikos Athen unter Vertrag. 2022 gewann er den griechischen Vereinspokal.